# Den norske Amerikalinje
Die Den norske Amerikalinje (deutsch Norwegische Amerikalinie) war eine norwegische Reederei mit Sitz in Oslo, die von 1910 bis 1995 existierte und mehrere Linienpassagier- sowie Frachtschiffe betrieb. In den 1960er Jahren stieg die Reederei auf Kreuzfahrten um, die sie ab 1980 in Zusammenarbeit mit der britischen Cunard Line vertrieb. 1995 wurde die Den norske Amerikalinje nach 85 Jahren in die Reederei Wilh. Wilhelmsen eingegliedert und somit als eigenständiges Unternehmen aufgelöst.

## Geschichte

### Vorkriegsjahre

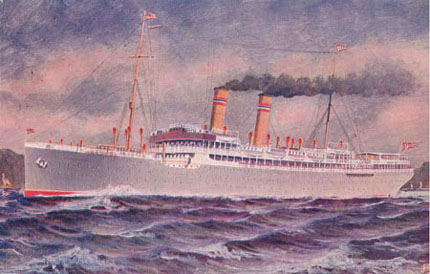
Die Kristianiafjord, das erste Schiff der Reederei

Die Den norske Amerikalinje wurde 1910 in Oslo gegründet, um norwegische Auswanderer nach Amerika zu bringen. Das erste Schiff der Reederei nahm im Juni 1913 als Kristianiafjord den Betrieb auf und konnte bis zu 1.200 Passagiere befördern, die meisten davon in der dritten Klasse. Noch im selben Jahr wurde dieses Schiff von der identischen Bergensfjord auf der Strecke nach New York ergänzt. Neben dem Passagierdienst betrieb die Den norske Amerikalinje zudem mehrere Frachtschiffe.
Im Juni 1917 lief die Kristianiafjord vor Kap Race auf Grund und wurde knapp zwei Wochen später durch einen Sturm zerstört. Als Ersatz für das Schiff nahm 1918 die Stavangerfjord den Dienst auf.
Nach dem Börsencrash im Jahre 1929 gingen die Zahlen der Den norske Amerikalinje stark zurück, erholten sich später aber wieder. In den 1930er Jahren nahm das Unternehmen neben dem Linienverkehr auch vereinzelte Kreuzfahrten für vermögende Passagiere mit der Oslofjord durch. Am 8. Oktober 1939 starb der langjährige Direktor und Reeder Gustav Henriksen im Alter von 76 Jahren. Er hatte die Reederei seit seiner Gründung im Jahre 1910 geleitet.

### Zweiter Weltkrieg
Im Zweiten Weltkrieg wurden die Schiffe der Den norske Amerikalinje zu Truppentransportern umgerüstet. Am 1. Dezember 1940 lief die Oslofjord vor Tynemouth auf eine Seemine und bekam Schlagseite. Das Schiff konnte an die Küste geschleppt werden, sank dort jedoch in der Nacht vom 21. auf den 22. Januar 1941, nachdem sie auseinanderbrach. Die Oslofjord war das einzige Passagierschiff, das die Reederei im Krieg verlor.

### Nachkriegsjahre und Fokus auf Kreuzfahrten

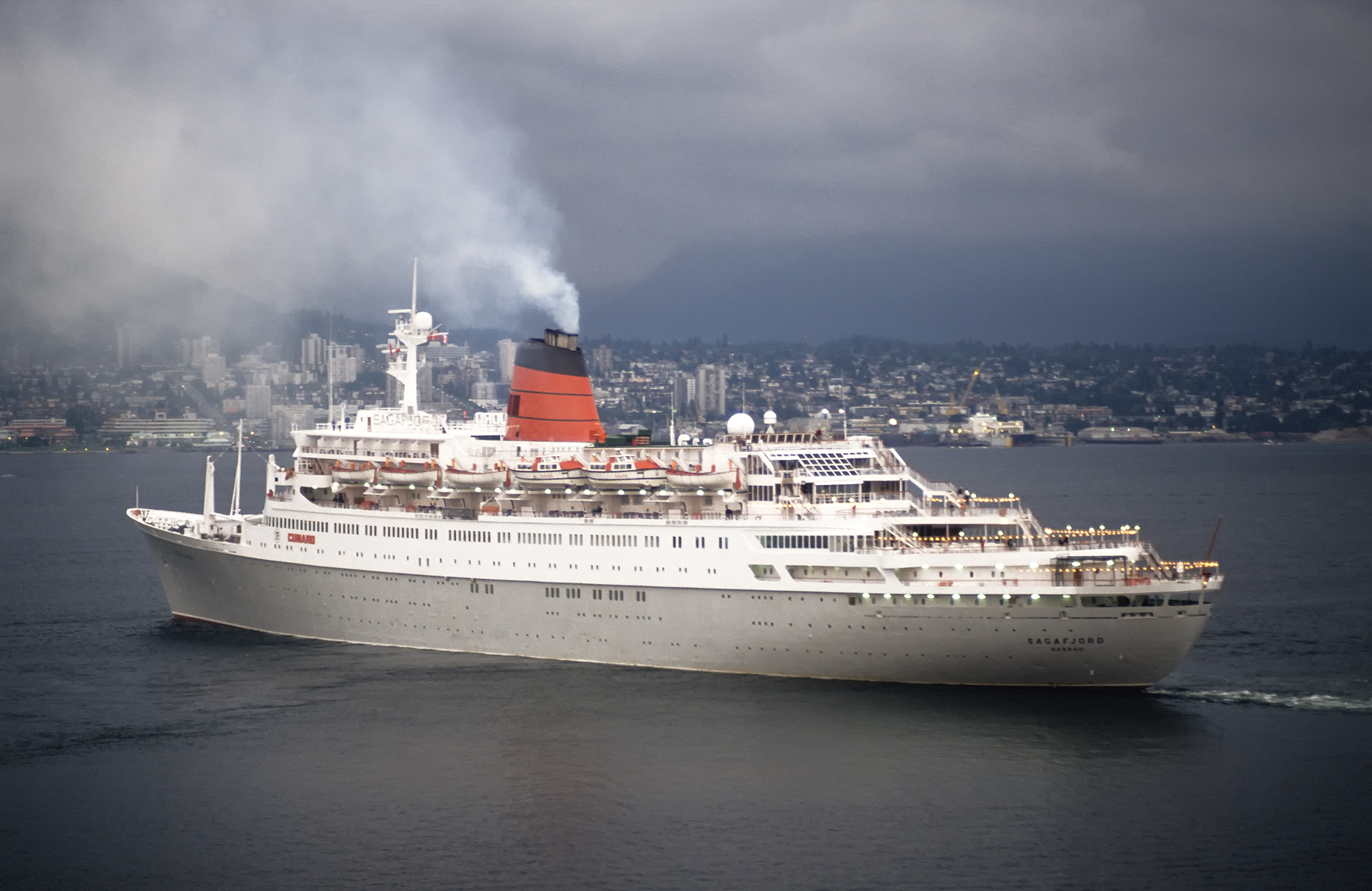
Die Sagafjord, das letzte Linienpassagierschiff der Reederei

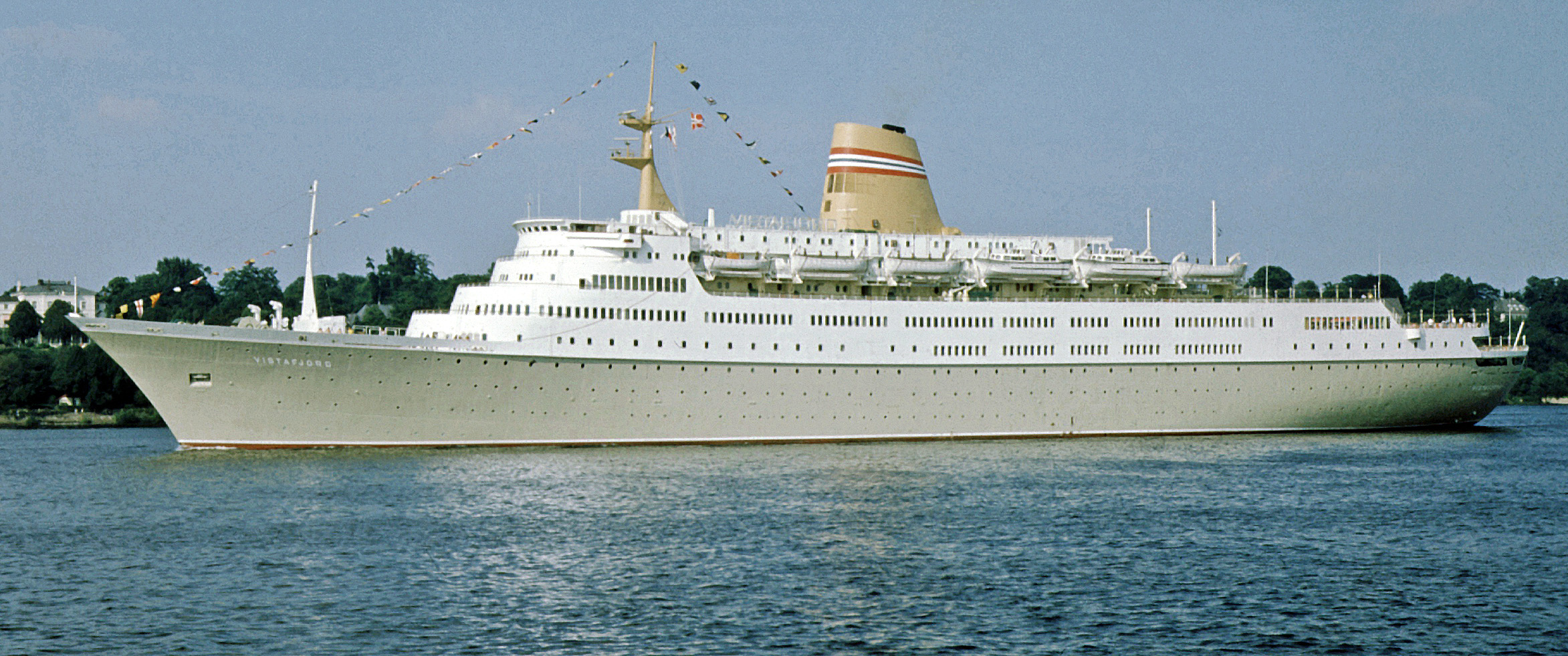
Die Vistafjord, der letzte Neubau der Reederei

Das erste neue Passagierschiff der Den norske Amerikalinje nach dem Krieg war die Oslofjord, die nach dem 1941 gesunkenen Liner benannt wurde. 1956 folgte die noch größere Bergensfjord. Im selben Jahr verzeichnete die Reederei mit 25.462 beförderten Passagieren einen firmeneigenen Rekord.
In den 1960er Jahren sanken die Passagierzahlen bedingt durch die größere Konkurrenz von Düsenflugzeugen. Als letzter Neubau für den Linienbetrieb wurde 1965 die Sagafjord in Dienst gestellt. Anschließend stellte sich die Reederei auf Kreuzfahrten um, die unter anderem in die Karibik führten. Gelegentlich wurden jedoch auch weiterhin Transatlantikreisen angeboten. 1973 folgte mit der Vistafjord der einzige Neubau für Kreuzfahrten.
Nachdem Ende der 1970er Jahre der Betrieb der Sagafjord und der Vistafjord für die Den norske Amerikalinje unwirtschaftlich wurde, ging die Reederei 1980 ein Joint Venture mit der britischen Cunard Line ein. Die folgenden Jahre wurden beide Schiffe gemeinsam von Cunard und der Den norske Amerikalinje betrieben. 1984 gingen die Schiffe komplett in den Besitz der Cunard Line über, wodurch die Den norske Amerikalinje kein eigenes Schiff mehr besaß. Der Frachtschiffbetrieb war bereits 1979 eingestellt worden. Die Reederei bestand danach noch einige Jahre auf dem Papier, ehe sie 1995 in die Wilh. Wilhelmsen-Reederei eingegliedert und somit aufgelöst wurde.
Sowohl die Sagafjord  als auch die Vistafjord gingen im späteren Verlauf ihrer Dienstzeit an den Kreuzfahrtanbieter Saga Cruises. Die Sagafjord blieb bis 2009 als Saga Rose in Fahrt und wurde 2011 in China verschrottet. Die Vistafjord blieb noch bis 2014 unter dem Namen Saga Ruby im Dienst. Ein anschließend geplanter Einsatz als Hotelschiff unter dem Namen Oasia wurde nicht realisiert. Im März 2017 ging das Schiff an eine Abbruchwerft im indischen Alang, wo sie am 12. April gestrandet wurde. Dort wird das letzte existierende Schiff der Den norske Amerikalinje verschrottet.

## Passagierschiffe
| Jahr | Name            | Tonnage (in BRT) | Werft                                                    | Status/Schicksal                                      |
| ---- | --------------- | ---------------- | -------------------------------------------------------- | ----------------------------------------------------- |
| 1913 | Kristianiafjord | 10.699           | Cammell, Laird & Company, Birkenhead                     | 1917 vor Kap Race havariert                           |
| 1913 | Bergensfjord    | 10.699           | Cammell, Laird & Company, Birkenhead                     | 1946 verkauft, 1959 in La Spezia verschrottet         |
| 1918 | Stavangerfjord  | 12.997           | Cammell, Laird & Company, Birkenhead                     | 1964 in Hongkong verschrottet                         |
| 1938 | Oslofjord       | 18.673           | AG Weser, Bremen                                         | 1941 nach Minentreffer vor Tynemouth gesunken         |
| 1949 | Oslofjord       | 16.844           | Netherlands Shipbuilding Company, Amsterdam              | 1969 verkauft, 1970 nach Brand vor Teneriffa gesunken |
| 1956 | Bergensfjord    | 18.789           | Swan Hunter, Wallsend                                    | 1971 verkauft, 1980 nach Brand vor Perama gesunken    |
| 1965 | Sagafjord       | 24.528           | Forges et Chantiers de la Méditerranée, La Seyne-sur-Mer | 1983 verkauft, 2011 in Jiangyin (China) verschrottet  |
| 1973 | Vistafjord      | 24.492           | Swan Hunter, Wallsend                                    | 1984 verkauft, 2017 in Alang (Indien) verschrottet    |